# Pád (kniha)
Pád (v originále The Drop) je dvacátý čtvrtý román amerického spisovatele Michaela Connellyho a zároveň patnáctý román ze série knih s Hieronymem „Harrym“ Boschem v hlavní roli. Kniha byla vydána 22. listopadu 2011.
Zmínka o tomto románu padla v rozhovoru z října 2010, v němž Connelly naznačil, že se v následujícím roce chystá vydat dvě knihy, přičemž v té druhé bude hlavní postavou Harry Bosch. Prvním Connelyho románem vydaným v roce 2011 byl Pátý svědek s Mickeym Hallerem v hlavní roli.
Tato kniha byla zmíněna také v rozhovoru z února 2011, v němž Connelly vysvětluje, že Bosch bude muset zvládnout najednou dva případy. Bude pracovat na jednom odloženém nevyřešeném případu a zároveň se vrhne do vyšetřování smrti syna vlivného městského radního. Tímto radním nebude nikdo jiný než Harryho letitý nepřítel Irvin Irving.

## Děj knihy
Bosch a jeho partner David Chu pracují na oddělení nevyřešených případů policejního oddělení Los Angeles, kde mají na starost staré odložené případy. Dostanou přidělený případ vraždy z roku 1989, kdy byla pravděpodobně páskem uškrcena studentka Lily Priceová. Díky nové analýze starých důkazů se v případě objevily nové stopy. DNA z malé krvavé skvrny na jejím těle se shoduje se sexuálním násilníkem Claytonem Pellem, který byl nedávno propuštěn na podmínku. Problém představuje fakt, že v době vraždy bylo Pellovi teprve osm let, což jej téměř jistě vylučuje jako pachatele. Vyvstává tedy podezření, že vzorky mohly být kontaminovány v kriminalistické laboratoři. Bosch a Chu vystopují Pella do domu na půl cesty pro sexuální delikventy, kde se setkají s terapeutkou Hannah Stoneovou. Díky svým zkušenostem s vyšetřováním sexuálně motivovaných vražd se Bosch ze začátku staví k terapeutickým snahám doktorky Stoneové spíše pohrdavě. Brzy ale změní názor když zjistí, že práce doktorky Stoneové při nápravě sexuálních násilníků pomáhá snížit jejich recidivitu, a jedná se tak o záslužné povolání. Pell souhlasí s výpovědí na policii, při níž jim sdělí, že jeho matka chodila s mužem, jenž si říkal „Chill", a ten jej v dětství sexuálně zneužíval a často jej bil svým páskem. To vysvětluje jak se jeho krev dostala na tělo Lily Priceové. Bosch a Stoneová jsou k sobě navzájem přitahováni a brzy spolu začnou chodit, což Boschovi ráda schválí jeho dospívající dcera Maddie. Bosch žil mnoho let sám, ale po smrti Maddieiny matky ji získal do opatrovnictví. Maddie projevuje výrazné pozorovací schopnosti a touží stát se policistkou.
Vyšetřování vraždy Lily Priceové však ztrácí prioritu po smrti obchodního poradce George Irvinga, který vypadl z balkónu svého pokoje v hotelu Chateu Marmont. George je synem Irvina Irvinga, který byl Boschovým úhlavním oponentem u policejního sboru, a nyní působí jako radní v městské radě, a s Boschem se často střetává v rámci mocenských bojů a politických tahanic. Irvning si jmenovitě vyžádá Bosche pro vyšetřování smrti svého syna bez ohledu na jejich osobní antipatie, protože věří, že Bosch je oddaným policejním detektivem, který zjistí pravdu bez ohledu na okolnosti. Kvůli neobvyklým rýhám na Georgeově těle si Bosch nejprve myslí, že jde o vraždu. Domnívá se, že tato vražda byla součástí plánu na zdiskreditování společnosti, která se uchází o vysoce lukrativní licenci na provozování městské taxislužby. Brzy poté co se jedna z taxi společností stala Georgeovým klientem, začala jejich konkurence dostávat mnoho dopravních pokut, což vyvolalo podezření, že je to Georgeova práce. Někteří z Irvingových starých nepřátel utrpěli v bojích o taxikářskou licenci velké finanční ztráty a Bosch si myslí, že vtrhli do jeho pokoje, přemohli jej a následně vyhodili z balkónu. Chu prozradí některé detaily z vyšetřování reportérce z Los Angeles Times když se ji snaží pošetile ohromit, což Bosche velice rozzuří a začne pochybovat o Chuově morální čestnosti. Důkladné vyšetřování však nakonec prokáže, že se Goerge zabil sám. Neobvyklé rýhy na Georgově těle jsou identifikovány jako následky rdousící techniky, kterou na Georgi Irvingovi provedl hlavní podezřelý, bývalý policejní důstojník a spolumajitel konkurenční taxi služby. Avšak tento útok proběhl několik hodin před jeho smrtí, a když podezřelý zjistil, že se George chystá spáchat sebevraždu, zanechal jej na pokoji v bezvědomí a raději z místa utekl, aby nebyl podezřelý z jeho smrti. Navíc se na světlo dostanou další detaily z Georgeova života. Jeho jediný kamarád se s ním rozešel ve zlém kvůli jeho zákulisním politickým hrám, trpěl depresemi kvůli faktu, že jeho syn odešel na vysokou školu a jeho manželství skončilo. Ve skutečnosti si pronajal stejný pokoj, ve kterém s jeho manželkou kdysi strávili líbánky. Georgeova manželka tento fakt zamlčela kvůli vlastnímu studu, a protože chtěla ochránit jejich syna před nepříjemnou pravdou. Irvin Irving odmítne uvěřit Boschovým závěrům, což vede k otevřené konfrontaci na zasedání vedoucích představitelů města a policie, kde Bosch obviní Irvinga z účasti na konkurenčním boji taxislužeb a Irving na oplátku požaduje prošetření Boschových postupů.
Bosch a Chu se vrací zpět k případu vraždy Lily Priceové a podaří se jim „Chilla“ identifikovat jako muže s minimální kriminální minulostí jménem Chilton Hardy junior. Protože Priceová byla uškrcena páskem a Pell jim vypověděl, že Hardy používal svůj pásek když jej bil, považují Hardyho za svého hlavního podezřelého. Podaří se jim vystopovat Hardyho nemocného otce, který tvrdí, že nemá tušení, kde by jeho syn mohl být. Rychlá prohlídka jeho domu jim však odhalí, že ve skutečnosti Hardy svého otce zabil a ukradl mu jeho identitu. Hned po zatčení jim Hardy potvrdí svou pravou totožnost a přizná se k vraždě Lily Priceové společně s dalšími 36 vraždami. Při prohlídce sousedního domu, který je také registrován na Hardyho otce, jsou nalezeny důkazy o jeho zločinech včetně fotografií a domácích videí zachycujících všechna jím spáchaná znásilnění. Do zpracování tohoto obrovského množství důkazů je zapojeno velké množství policistů a celý policejní sbor čelí nevyhnutelné kritice za to, že Hardyho zločiny zůstaly neodhaleny po celá desetiletí.
Když se Pell dozví, že Hardy nebude z jeho sexuálního zneužití vůbec obviněn, naplánuje svou vlastní pomstu. Zaútočí na policejního důstojníka, aby byl odeslán do stejného vězení, v němž je držen i Hardy. Oba zadržení jsou poté přepravováni autobusem na předběžné slyšení k soudu a během převozu Pell zaútočí na Hardyho a vážně jej zraní. Bosch vytuší, co se Pell chystá provést a zachrání Hardymu život, i když později pochybuje zda neměl Pellovi dovolit Hardyho zabít. Bosch také obdrží varování od své bývalé parťačky Kiz Riderové, která momentálně pracuje jako asistentka policejního náčelníka. Informace o Hardyho případu je třeba udržet v tajnosti až do nadcházejících voleb, což by mělo zabránit Irvingovu znovuzvolení. Mnoho Irvingových politických protivníků si přeje jeho porážku a doufají, že skandál v kauze taxislužeb mu dostatečně ublíží, a nepřejí si aby Hardyho případ zastínil tento skandál ve zprávách. Bosch považuje tyto politické hrátky za nechutné, ale ví, že je to součástí jeho práce, a cítí uspokojení z toho, že se Hardy už nikdy nedostane na svobodu. Bosch a Chu se nakonec usmíří poté co Boschův vztek vychladne a také díky tomu, že Chu zaznamená několik významných objevů v jejich vyšetřování a vystoupí na Boschovu obranu během slyšení s Irvingem.

## České vydání
V češtině vyšel román v roce 2012 v nakladatelství Domino v překladu Jiřího Kobělky.